# Inside Digital
Inside Digital (Eigenschreibung: inside digital) ist ein Online-Fachmagazin für technische Themen im deutschsprachigen Raum. Dessen Website inside-digital.de geht aus dem 2003 gegründeten Mobilfunk-Fachmagazin inside-handy.de hervor. Der Online-Verlag inside digital GmbH sitzt in Brühl bei Köln.

## Angebot
Das Online-Fachmagazin bietet täglich neue Artikel zu verschiedenen Themen aus dem Technikbereich. Dabei behandelt die Redaktion unter anderem die Themen Smartphones, Tablets, Laptops, Gaming, Streaming, E-Mobilität, Wearables, Smart Home oder Breitband. Diese Themengebiete werden in den Kategorien News, Hintergrundartikeln, Ratgebern, Deals oder Testberichten aufgearbeitet.
Laut eigenen Angaben führt Inside Digital die größte Datenbank für Smartphones im deutschsprachigen Raum. Diese umfasst unzählige Smartphones und ihre Spezifikationen, sowie Testberichte und Kosten. Ein Teil dieser Datenbank sind außerdem diverse Online-Services für Nutzerinnen und Nutzer. Über einen Handy-Vergleich lassen sich die Eigenschaften verschiedener Smartphone-Modelle gegenüberstellen. Darüber hinaus bietet ein Tarifrechner für Handy-Tarife den Nutzerinnen und Nutzern Hilfe bei der Suche eines geeigneten Handy-Tarifs. Zusätzlich ist auf der Seite ein Tarifrechner für mobiles Internet zu finden.

## Geschichte
Die erste Version von inside-handy.de wurde in Form einer Datenblatt-Sammlung für Handy-Spezifikationen ins Internet gestellt.  Am 7. August 2003 ging schließlich eine überarbeitete Version von inside handy online. Mit der Zeit bauten die beiden Gründer Jan Freynick und Sven Schulze das Online-Portal weiter aus und ergänzten es durch News aus der Technikwelt. Das erste Mal stellten Schulze und Freynick ihre Idee eines Online-Magazins bei der Cebit in Hannover vor. Die beiden Elektromärkte Mediamarkt und Saturn stellten die inside handy Datenbank anschließend für ihre Mitarbeiter im Intranet zur Verfügung. Als das Online-Magazin wuchs, konnten die beiden Gründer erste Redakteure einstellen. Darunter war Christian Koch, der später Chefredakteur und schließlich Geschäftsführer wurde – und heute noch ist.
2019 wurde das Magazin zu inside digital umbenannt, das Logo neu gestaltet und die redaktionellen Inhalte neu geplant. Diese wurden um die Themenschwerpunkte Entertainment, Zuhause und unterwegs erweitert. Die Themen Smartphones und Mobilfunk spielen jedoch weiterhin eine zentrale Rolle.

## Reichweite
Im August 2020 erreichte die Website inside-digital.de laut der Analyseplattform SimilarWeb 5,25 Millionen Visits – eigenen Angaben zur Folge kam die Seite in demselben Monat auf 8,4 Millionen Visits. Im Dezember 2020 gab der Verlag hinter dem Online-Magazin eine Besucherzahl von 100 Millionen Visits für das gesamte Jahr bekannt.

## Partnerschaften / Sponsorings
inside digital engagiert sich aktiv im Sportsponsoring und ist Business Club Partner des 1. FC Köln. Darüber hinaus fungiert das Unternehmen als Haupt- und Trikotsponsor des Damen-Basketballteams von LOK Bernau. 

## Datenbank
Die inside digital Datenbank, ursprünglich als Smartphone-Datenbank auf inside-handy.de gestartet, bietet eine umfangreiche Sammlung von technischen Daten und Vergleichsmöglichkeiten für verschiedene Elektronikprodukte. Neben Smartphones deckt die Datenbank inzwischen sieben weitere Produktkategorien ab, darunter WLAN-Router, E-Autos, In-Ear-Kopfhörer, Spielekonsolen, Saug- und Wischroboter, Smartwatches und Klemmbausteine.
Die Plattform ermöglicht es Nutzern, detaillierte Vergleiche zwischen Produkten anzustellen, wobei bis zu drei Geräte gleichzeitig gegenübergestellt werden können. Damit bietet die inside digital Datenbank eine umfassende Übersicht, die sowohl aktuelle Preise als auch die Beliebtheit einzelner Produkte berücksichtigt. Die Datenbank wird kontinuierlich erweitert und mit neuen Funktionen und Produktkategorien ausgestattet, um eine breite Palette von Elektronik- und Konsumgütern abzudecken.